# Hendrik Adriaan van Rheede tot Draakenstein

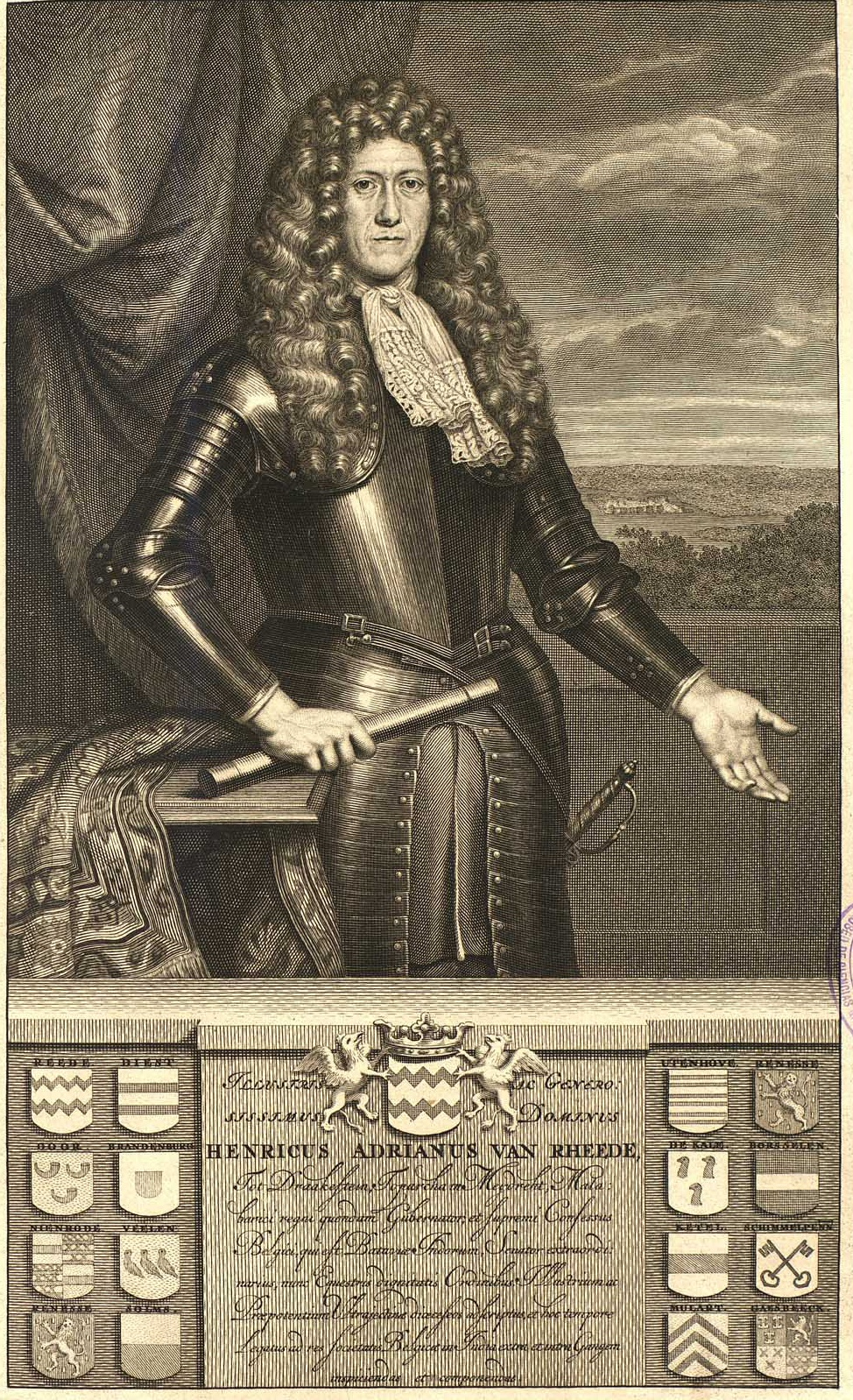
Hendrik Adriaan van Rheede

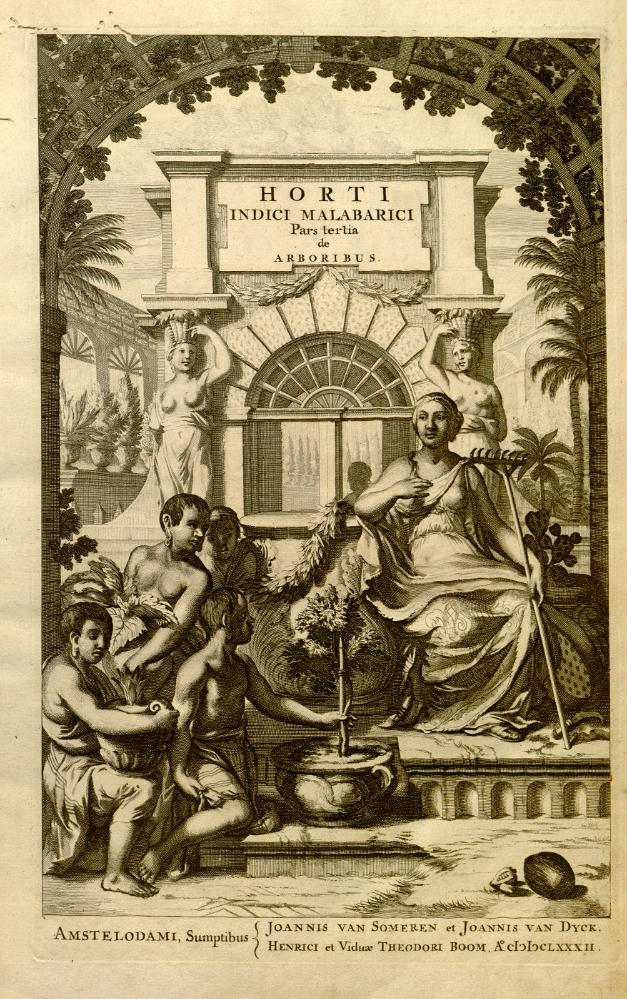
Titelblatt des Werkes Hortus Malabaricus

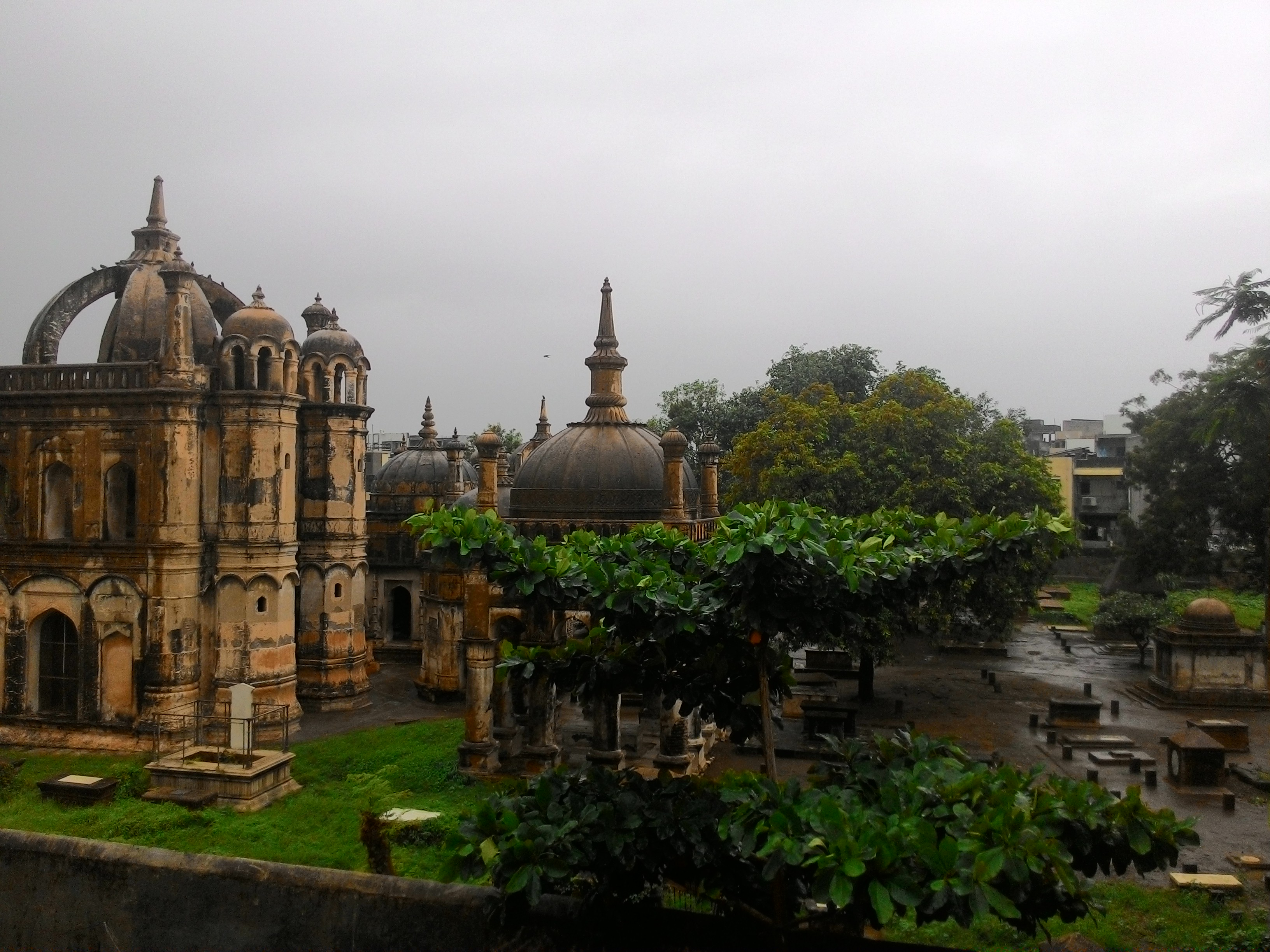
Mausoleum Hendrik Adriaan van Rheedes

Hendrik Adriaan van Rheede tot Draakenstein (* 13. April 1636 in Amsterdam; † 15. Dezember 1691 vor der Küste von Bombay) war Gouverneur von Cochin und Autor des Werkes Hortus Malabaricus.

## Leben und Wirken
Hendrik Adriaan van Rheede wurde 1636 in der Provinz Utrecht als Sohn von Ernst van Rheede und Elisabeth van Utenhove geboren. Seine Familie gehörte zum niederländischen Zweig des ursprünglich westfälischen Adelsgeschlechts Rhede. 1656 trat er in den Dienst der Niederländischen Ostindien-Kompanie, in der er schnell Karriere machte. Schon im November 1662 wird er provisorisch zum Kapitän ernannt. Unter Rijklof van Goens nahm er an der Eroberung von Cochin (7. Januar 1663) und Fort Cananoor (15. Februar 1663) an der Malabarküste teil. Im Jahr 1671 wurde er zum Kommandeur der Malabarküste und 1677 zum Außerordentlichen Rat ernannt.
Van Rheede war fasziniert von der artenreichen Flora der Malabarküste und trug 30 Jahre lang zahlreiche Informationen über die einheimischen Pflanzen zusammen. 1678 kam er für sechs Jahre in die Niederlande zurück. Im gleichen Jahr erschien in Amsterdam der erste Teil des Hortus Malabaricus. Dieser erste Teil hat einen Umfang von 110 Seiten und enthält 57 Zeichnungen, auf denen über 300 Pflanzen und Früchte abgebildet sind. Das Werk umfasst insgesamt 12 Bände die nach und nach bis 1703 erschienen und von Jan Commelin bearbeitet wurden.
Die Niederländische Ostindien-Kompanie ernannte Van Rheede 1684 zum Generalkommissar (commissaris-generaal). Nach einem Aufenthalt in der Kapkolonie kehrte er über Ceylon nach Indien zurück. Er starb während einer Reise von Cochin nach Surat an Bord des Schiffes Drogterland vor der Küste von Bombay und wurde im Januar 1692 in Surat beigesetzt. Sein aufwendig gestaltetes Grabmal befindet sich auf dem Dutch cemetery der Stadt.

## Ehrungen
Charles Plumier benannte ihm zu Ehren die Gattung Vanrhedia der Pflanzenfamilie der Clusiaceae. Carl von Linné änderte diesen Namen in Rheedia. Auch die Pflanzengattung Drakenstenia Neck. aus der Familie der Hülsenfrüchtler (Fabaceae) ist nach ihm benannt.
Die Gemeinde Drakenstein in der Provinz Westkap in Südafrika ist nach ihm benannt.

## Schriften
- Hortus Indicus Malabaricus: continens regni Malabarici apud Indos cereberrimi onmis generis plantas rariores, Latinas, Malabaricis, Arabicis, Brachmanum charactareibus hominibusque expressas … /adornatus per Henricum van Rheede, van Draakenstein, … et Johannem Casearium …; notis adauxit, & commentariis illustravit Arnoldus Syen … Amsterdam 1678–1703 (Digitalisat).
  - Band 1–2 (archive.org)
  - Band 3–4 (archive.org)
  - Band 5–6 (archive.org)
  - Band 7–8 (archive.org)
  - Band 9–10 (archive.org)
  - Band 11–12 (archive.org)
    - A review (1839) of the references to the Hortus Malabaricus (archive.org)